# 麥克勞德 (加利福尼亞州)
麥克勞德（英語：McCloud）是位於美國加利福尼亞州錫斯基尤縣的一個人口普查指定地區。

## 地理
麥克勞德的座標為41°15′17″N 122°08′11″W / 41.25472°N 122.13639°W，而該地最高點為海拔高度997米（即3271英尺）。

## 人口
根據2010年美國人口普查的數據，麥克勞德的面積為6.444平方千米，當中陸地面積為6.274平方千米，而水域面積為0.170平方千米。當地共有人口1101人，而人口密度為每平方千米170人。